# Großmaischeid
Großmaischeid est une municipalité du Verbandsgemeinde Dierdorf, dans l'arrondissement de Neuwied, en Rhénanie-Palatinat, dans l'ouest de l'Allemagne.

## Personnalités liées
- Marry (née en 1981), chanteuse allemande